# Aufstand in der französischen Schwarzmeerflotte

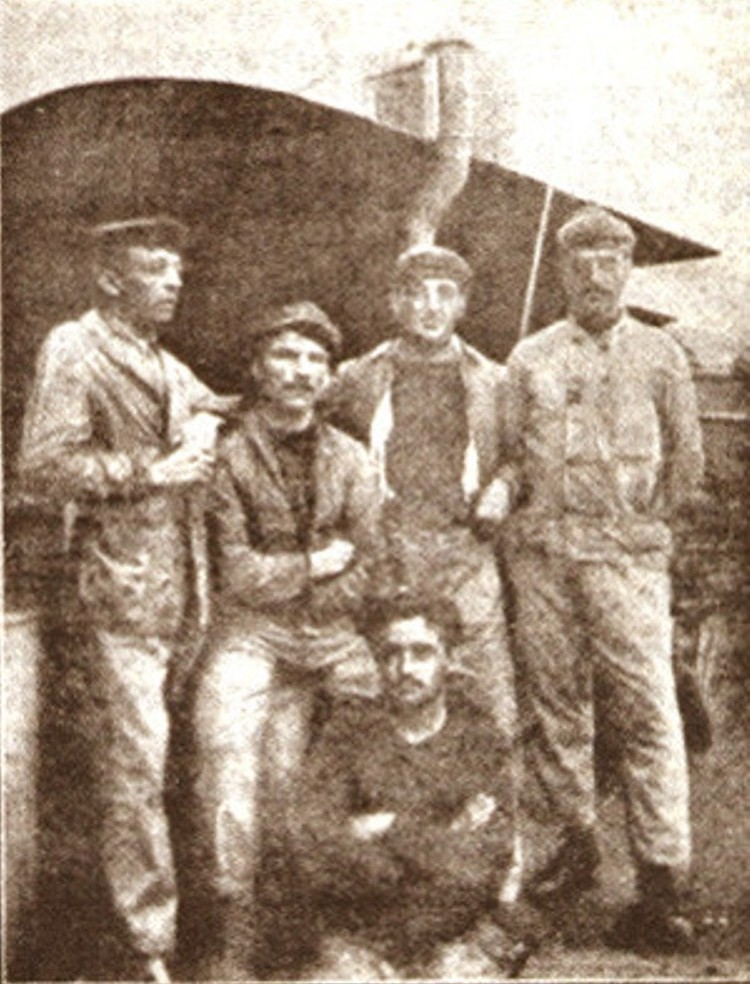
Aufständische Matrosen der französischen Schwarzmeerflotte

Zu einem Aufstand in der französischen Schwarzmeerflotte kam es in Teilen der in das Schwarze Meer entsandten französischen Flotte im April 1919. Er weitete sich im Mai 1919 zu einem Marineaufstand auch in den französischen Heimathäfen aus und zwang die französische Regierung, die direkte bewaffnete Intervention in den Russischen Bürgerkrieg einzustellen. Der Matrosenaufstand war der Höhepunkt der Bewegung „Hände weg von Sowjetrußland“.

## Geschichte
Während des Ersten Weltkrieges war es unter dem Eindruck der russischen Februarrevolution bereits 1917 zu Meutereien im französischen Heer gekommen, die Revolte in den Schützengräben der Westfront und Streiks im Hinterland konnten jedoch mit Todesurteilen und Erschießungen zunächst unterdrückt werden. Nach Kriegsende entsandte die Regierung Clemenceau Ende November 1918 Teile der französischen Mittelmeerflotte in das Schwarze Meer, um im Russischen Bürgerkrieg die antibolschewistischen Kräfte zu unterstützen. Etwa 5.000 Mann französischer Truppen wurden an Land gesetzt, eroberten Ende Dezember 1918 die Hafenstadt Odessa und besetzten die Krim. Ziel war die Besetzung von Charkow und Kiew bzw. die Unterstützung des ukrainischen Staats. Immer mehr alliierte Truppen wurden angelandet, bis Mitte Februar hatten die unter dem Oberbefehl des französischen Generals d’Anselme stehenden alliierten Truppen in der Ukraine und Südrussland die Stärke von 150.000 Mann erreicht, allein 50.000 Franzosen und Griechen im Raum Odessa, Cherson und Sewastopol. Doch nach den anstrengenden Kriegsjahren waren die französischen Truppenteile kampfunwillig, innerhalb des französischen Expeditionskorps betrieben französische Sozialisten (u. a. Jeanne Labourbe) zudem Antikriegspropaganda. Im Februar 1919 kam es in Bessarabien, wo französische Truppen den Schulterschluss zu rumänischen Truppen hergestellt hatten, erneut zu einer Revolte, das 58. Infanterieregiment meuterte, zahlreiche französische Soldaten und Matrosen verbrüderten sich mit den Bolschewiken. Im März 1919 meuterte das 176. Infanterieregiment in Cherson und nahm Kontakt zu den Matrosen auf. Nachdem die Franzosen unter diesen Umständen Anfang April Odessa und Sewastopol vor der heranrückenden bolschewistischen Roten Armee hatten räumen müssen, beschloss das Oberkommando eine Gegenoffensive, doch zahlreiche Matrosen und Soldaten verweigerten am 9. April 1919 den Befehl, die Verbrüderungen nahmen zu.

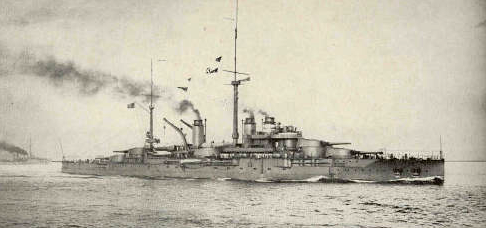
Französisches Schlachtschiff Jean Bart
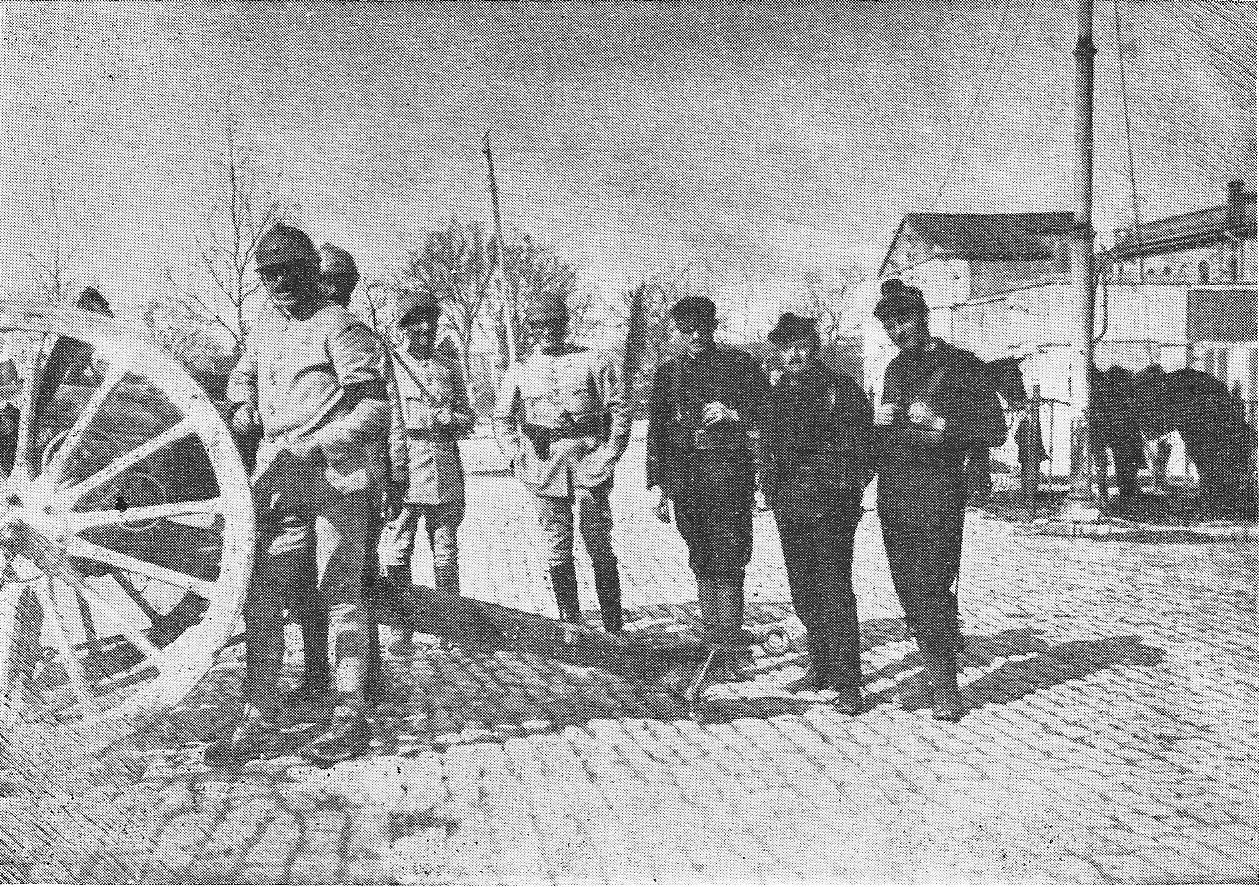
Französische Truppen in Sewastopol
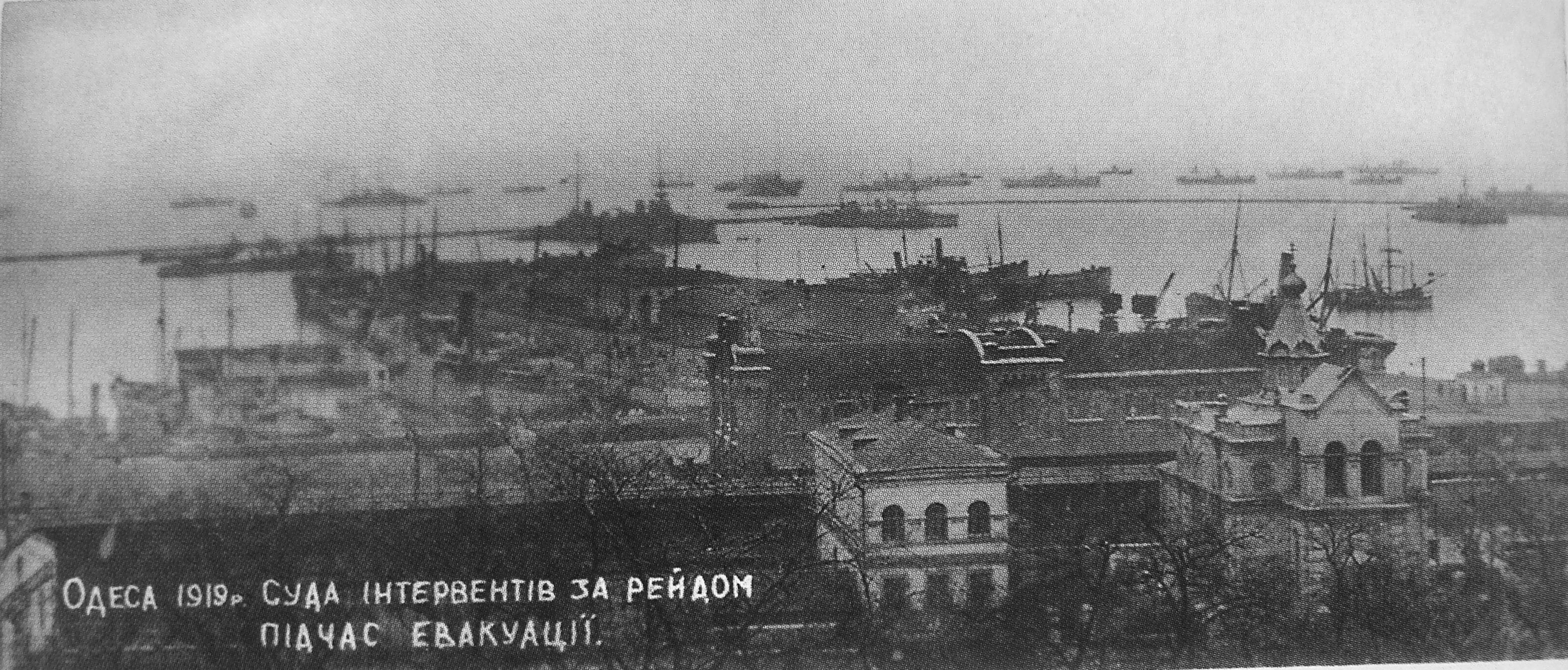
Französische Evakuierung aus Odessa
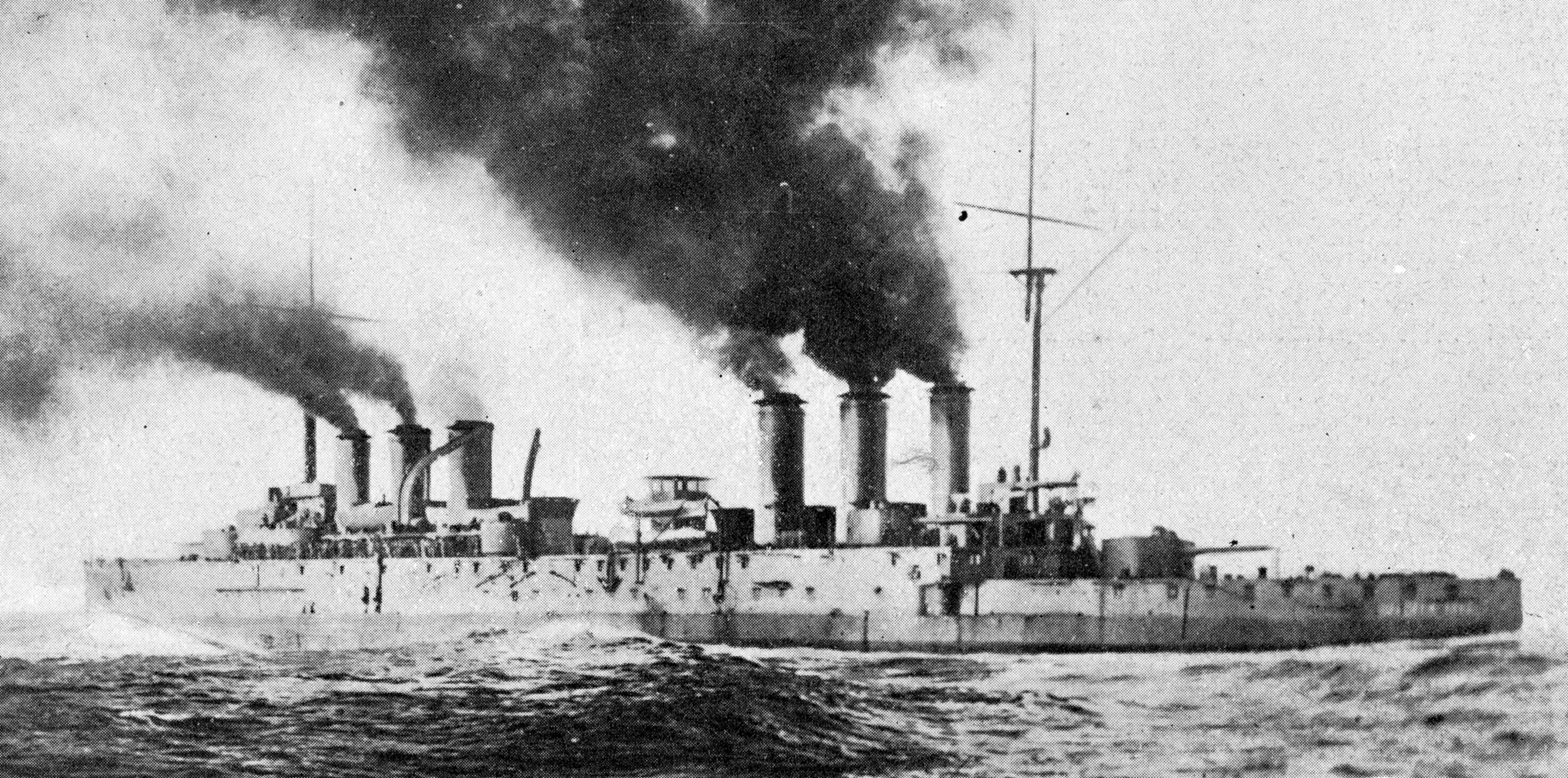
Französischer Kreuzer Waldeck-Rousseau

Der Versuch eines harten Durchgreifens (u. a. Erschießung Labourbes) führte stattdessen zum Übergreifen des Aufstands auf die vor Sewastopol liegende Flotte. In der Nacht vom 19. zum 20. April 1919 übernahmen Matrosen unter Führung des Chefmaschinisten André Marty bzw. des Maschinisten Louis Philippe Badina die Kontrolle über die Schlachtschiffe Jean Bart und France. Sie hissten rote Fahnen und verlangten die sofortige Einstellung des Kampfes gegen Sowjetrussland. „Nieder mit dem Krieg“ und „Schluß mit dem Mord an Kindern und Frauen“ waren ihre Forderungen. Die Meuterei griff auf weitere Schiffe über, so z. B. auf das Schlachtschiff Vergniaud und den Kreuzer Waldeck-Rousseau, wo man Marty vergeblich zu arrestieren versucht hatte. Nach viertägigen Verhandlungen mit den Meuterern stimmte Vize-Admiral Jean-François-Charles Amet zu, die gesamte französische Flotte aus dem Schwarzen Meer abzuziehen.

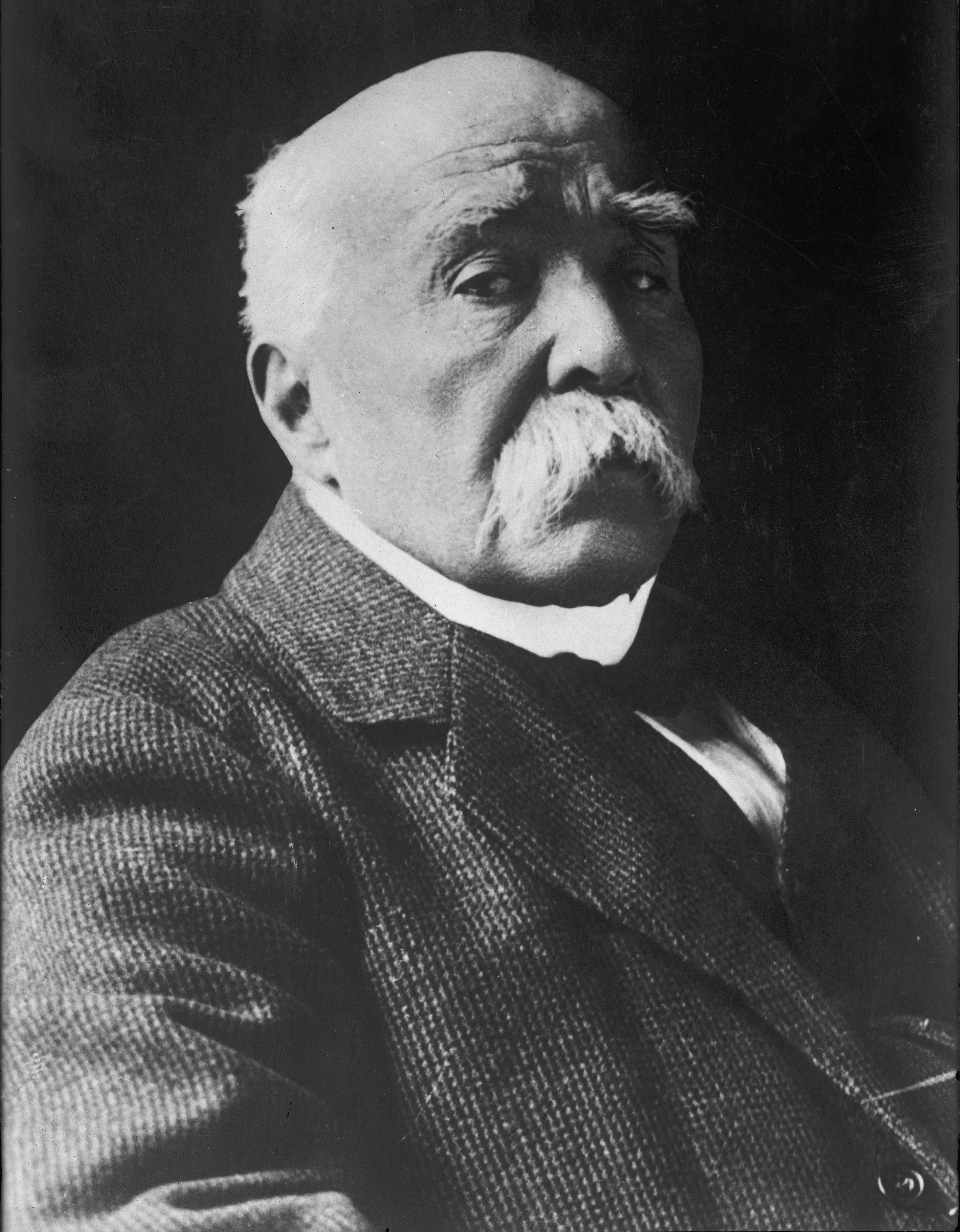
Georges Clemenceau
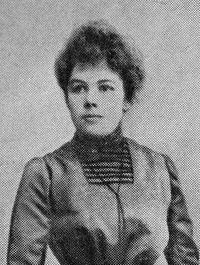
Jeanne Labourbe
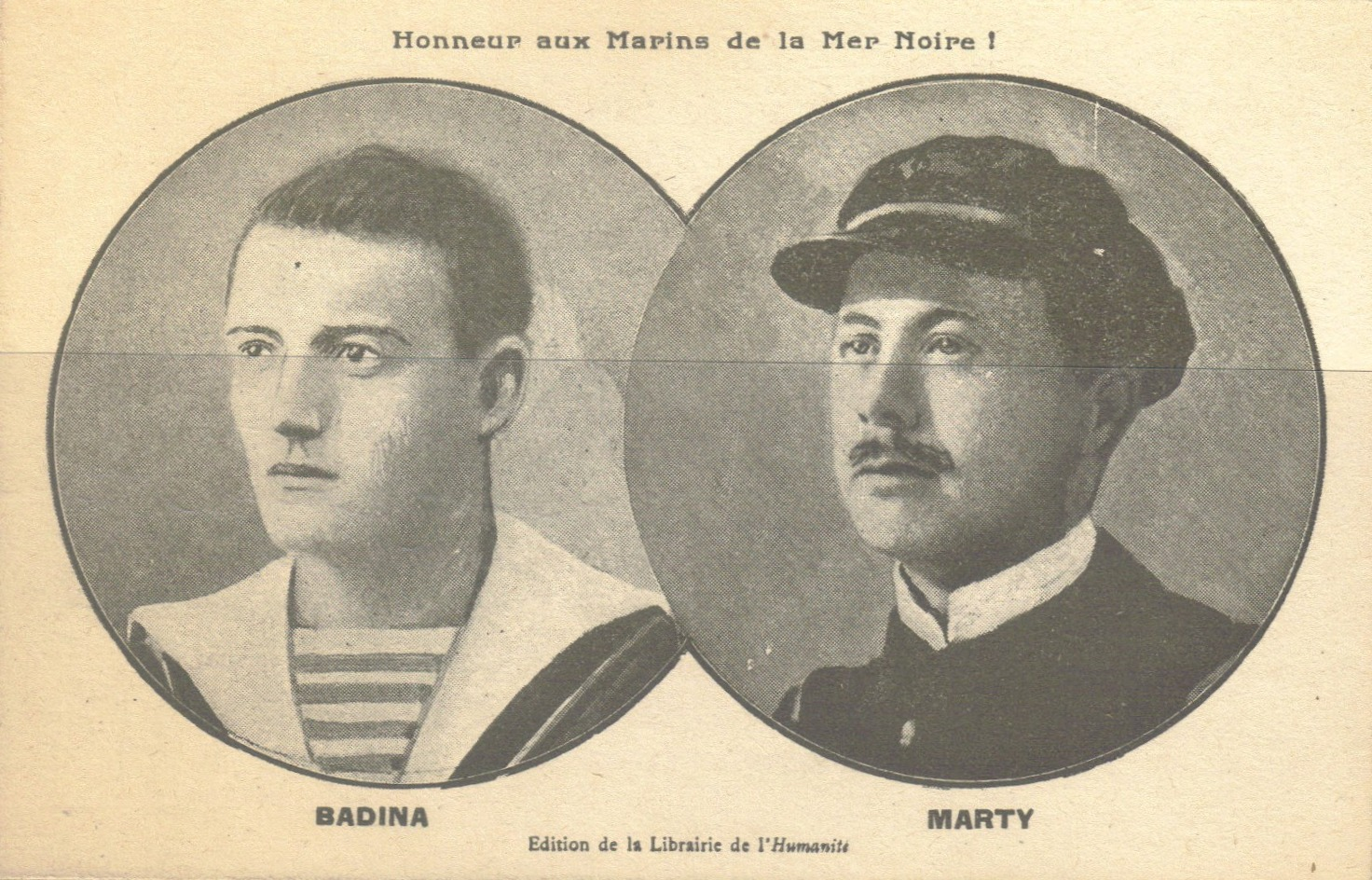
L. Badina und A. Marty
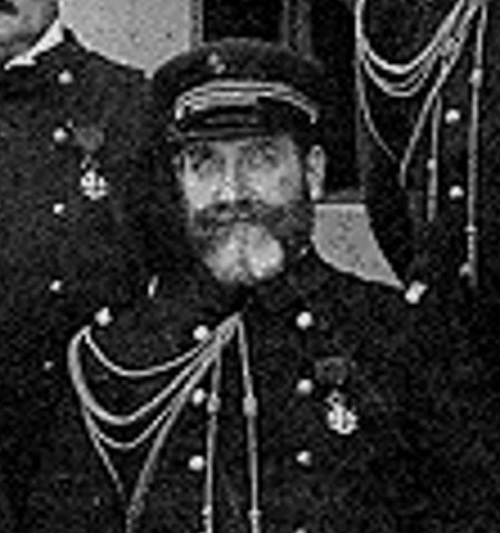
Vizeadmiral Amet

Zurück in Toulon ließ die Admiralität jedoch Marty und zahlreiche Matrosen verhaften und zu langjährigen Freiheitsstrafen verurteilen, auch Todesurteile wurden gefällt. Daraufhin breitete sich der Matrosenaufstand auf weitere Teile in anderen Kriegshäfen aus. In mehreren Hafenstädten kam es zu bewaffneten Zusammenstößen zwischen Matrosen und Arbeitern mit regierungstreuen Truppen. Unterstützung erhielten die aufständischen Matrosen durch sozialistische und kommunistische Arbeiter, zum 1. Mai riefen die Gewerkschaften in Paris zum Generalstreik und zu Demonstrationen auf. Über die französische Hauptstadt wurde der Belagerungszustand verhängt, und mit dem Einsatz regierungstreuer Truppen auch gegen die demonstrierenden Arbeiter konnte Clemenceau den Aufstand schließlich niederschlagen, weitere Haftstrafen und Todesurteile wurden verhängt.

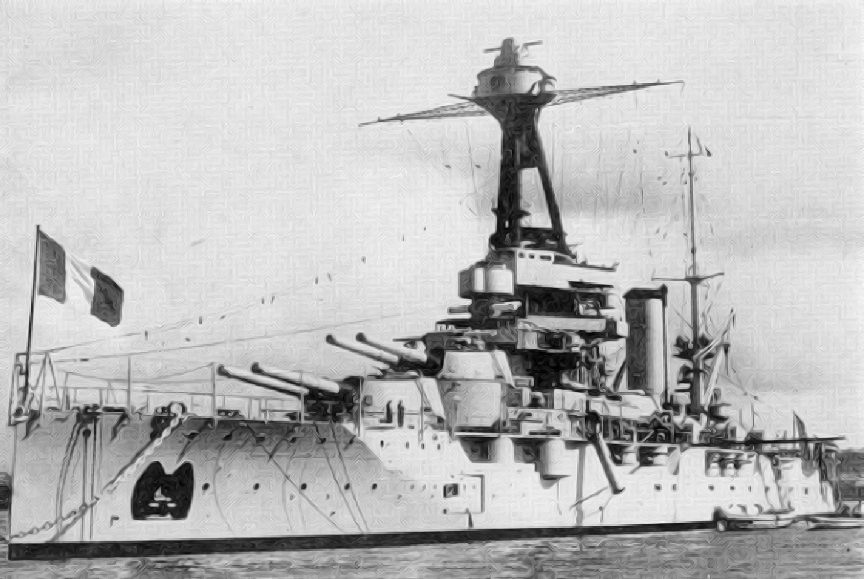
Bei der zweiten Welle der Meuterei stand das Schlachtschiff Provence im Zentrum

In Toulon dauerte die Meuterei auf den Kriegsschiffen noch bis Mitte Juni 1919 an, so z. B. auf den Schlachtschiffen Provence und Condorcet. In Bizerta meuterten im Juni die Voltaire und einige Kolonialsoldaten.